# Lipnica (Poméranie)
Pour les articles homonymes, voir Lipnica.
Lipnica est une localité polonaise, siège de la gmina rurale de Lipnica située dans le powiat de Bytów en voïvodie de Poméranie. Elle se trouve à environ 17 km au sud de Bytów et 90 km au sud-ouest de la capitale régionale Gdańsk.

## Géographie

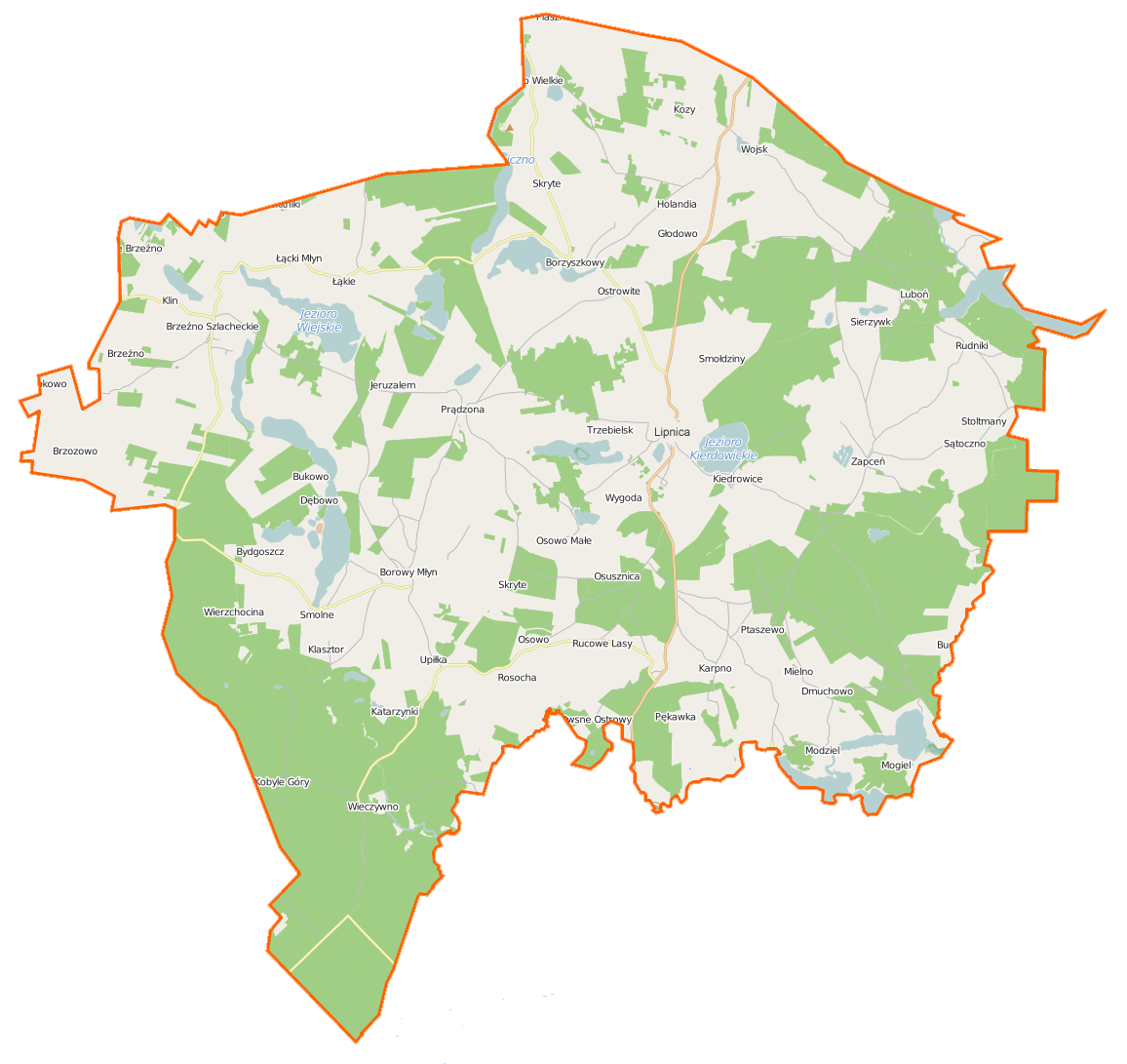
Carte de la gmina de Lipnica.

## Histoire
De 1818 à 1920, Liepnitz fait partie de l'arrondissement de Schlochau dans le district de Marienwerder, administré par la province de Prusse-Occidentale.